# Віцгафе
Віцгафе (нім. Witzhave) — громада в Німеччині, розташована в землі Шлезвіг-Гольштейн. Входить до складу району Штормарн. Складова частина об'єднання громад Тріттау.
Площа — 7,87 км2. Населення становить 1552 ос. (станом на 31 грудня 2020).